# 옥매트를 들어라!
옥매트를 들어라!(Raise The Jade Mat!)는 한국에서 제작된 박근범 감독의 2009년 드라마 영화이다. 정영기 등이 주연으로 출연하였고 박근범 등이 제작에 참여하였다.

## 출연

### 주연
- 정영기
- 강희만

## 제작진
- 조연출: 이구성
- 조연출: 박광호
- 녹음: 이용의
- 미술: 서한나